# 四果野桐
四果野桐（学名：Mallotus tetracoccus）为大戟科野桐属下的一个种。

## 扩展阅读
- 維基物種上的相關：四果野桐